# Virginie Guyot
Pour les articles homonymes, voir Guyot.
Virginie Boissière épouse Guyot (née le 30 décembre 1976 à Angers) est une pilote de chasse de l'armée de l'air française. 
En août 2008, elle est la première femme à intégrer la Patrouille de France, avant d'en assurer ensuite la direction, responsabilité qui constitue une première mondiale dans les patrouilles acrobatiques.

## Carrière
Virginie Guyot fait son baptême de l'air à l'âge de douze ans, événement qui lui fait découvrir le plaisir de voler. Elle effectue ses études secondaires au Lycée militaire d'Autun à Autun, puis une classe préparatoire scientifique au Prytanée National Militaire de La Flèche. Son premier souhait est de devenir pilote d'hélicoptère, mais les tests médicaux ne lui permettent pas de poursuivre dans cette voie.
Elle entre alors à l'École de l'air de Salon-de-Provence en 1997 pour intégrer la filière chasse. En 2002, elle rejoint l'Escadron de reconnaissance 2/33 Savoie stationné sur la base aérienne 112 de Reims et y pilote un Mirage F1-CR. Commandant d'escadrille en 2007, elle obtient le grade de commandant en 2008. Elle est la première femme pilote de combat à être déployée en opérations extérieures : elle a participé à des déploiements au Tchad (opération « Épervier »), au Darfour, au Tadjikistan et en Afghanistan (opération « Serpentaire »). 
En août 2008, à l'âge de 31 ans, le commandant Virginie Guyot est la première femme à intégrer la Patrouille de France, avant d'en assurer ensuite le commandement, responsabilité qui constitue une première mondiale dans les patrouilles acrobatiques.
Virginie Guyot reçoit un trophée « femme en or » 2010 dans la catégorie « femme d'exploit ».
Après une année à ce poste, elle remet en octobre 2010 le lead de la Patrouille à son second, le commandant Cédric Tranchon, qui devient donc le leader 2011.
Depuis 2015, Virginie Guyot anime des conférences auprès des entreprises. 

## Distinctions
Pendant les dix-huit années passées au service de son pays, elle fut faite Chevalier de la Légion d’Honneur, Chevalier de l’Ordre national du Mérite, décorée de la Croix de la Valeur Militaire, du Titre de Reconnaissance de la Nation, de la médaille de l’aéronautique et de la médaille d’or de la Défense nationale.
- Chevalier de la Légion d'honneur[6]
- Chevalier de l'ordre national du Mérite[6]
- Croix de la Valeur militaire[7],[6]
- Médaille de l'Aéronautique[6]
- Médaille d'Outre-Mer[7]
- Médaille de la Défense nationale, échelon or[6]
- Médaille de reconnaissance de la Nation[7],[6]
- Médaille commémorative française[7]
- Médaille de service en Afghanistan, avec agrafes (OTAN)[7].

## Médiatisation à l'arrivée à la Patrouille de France
Après six mois d'entraînement, l'arrivée de Virginie Guyot à la Patrouille de France en 2009 provoque un retentissement médiatique. En devenant la première femme pilote à la Patrouille de France, Virginie Guyot se fait connaître du grand public, comme avait pu l'être Caroline Aigle, première femme brevetée pilote de chasse en France (en 1999) à être affectée en escadron de combat. Si Virginie Guyot est fière de cette nomination, elle n'accepte pas d'être un symbole pour les femmes, préférant expliquer cette nomination surtout par son travail et un peu de chance.
Virginie Guyot quitte l'armée de l'air dans le courant de l'été 2015.

## Engagements associatifs
Virginie Guyot est engagée auprès de deux associations, en tant que membre du conseil d’administration : « Petits Princes » et « l’Envol ».